# Pedro Paunero
Pedro Paunero (Tuxpan de Rodríguez Cano, Veracruz, 29 de enero de 1973) es un biólogo, escritor, crítico de cine y activista mexicano. Fundador de una asociación civil dedicada al rescate de las islas de selva mediana de la Huasteca Norveracruzana.

## Biografía
Pedro de Jesús Paunero González nació en la casa particular de la enfermera Julia Alarcón ubicada en la calle Gutiérrez Zamora, esquina con Mariano Escobedo, de la ciudad y puerto de Tuxpan de Rodríguez Cano, en el estado de Veracruz, el 29 de enero de 1973.
Fue el primogénito de Pedro Rubén Paunero Fernández, hijo de españoles, casado en terceras nupcias con Margarita González Alvarado, de nacionalidad mexicana. Es sobrino nieto político del poeta palentino Eusterio Buey Alario. Su abuelo paterno, José Paunero Hermano, obtuvo la Carta de Naturalización Mexicana número 100. 
Como escritor de novela, cuento, ensayo, guion de cómics y crítico de cine, su obra literaria se enmarca en los géneros de la Ciencia ficción, el Terror y el Thriller psicológico. Es pionero en el subgénero del Weird Western en México. El escritor Luis G. Abbadie en su libro Los caminos del miedo lo cita como uno de los nuevos escritores especializados en el género del terror en México.. Obtuvo una Mención honorífica en el Premio de Cuento “Cármen Báez” (2006) de Morelia, Michoacán. Ha recibido dos veces los premios de cuento “Tirant lo Blanc” por parte del Orfeó Catalá de la Ciudad de México (años 2009 y 2011) y el premio “Miguel Barnet” (2014) por la Facultad de Letras Españolas de la Universidad Veracruzana. Su cuento "El paisaje desde el parapeto" fue propuesto al Premio Ignotus 2015 a Mejor cuento extranjero, reconocimiento que otorga la Asociación Española de Fantasía, Ciencia Ficción y Terror (AEFCFT).

### Su primer acercamiento a la ciencia y literatura
Su infancia se caracterizó por su curiosidad por la ciencia y la literatura. La primera novela completa que leyó fue "La isla del tesoro" de Robert Louis Stevenson. El dinero que le asignaban para tareas escolares, lo destinaba para la compra de libros que vendían en la ferretería cercana a su casa. Ahí adquirió algunos títulos que tuvieron una notoria influencia en su obra como los "Relatos de los mitos de Cthulhu" una antología de August Derleth, el volumen "Primera Sangre, Relatos escogidos" de Curzio Malaparte o "Caballo en el salitral", una colección de relatos del autor argentino Antonio di Benedetto, en los cuales aprendió estilo.
A los siete años de edad leyó La Biblia y El origen de las especies.
Durante su pubertad, junto con sus hermanos, Ana, José y Julio, exploraba los cerros de su ciudad natal, en búsqueda de fósiles, minerales, ejemplares de mariposas y plantas para formar un herbario y un insectario. Algunas de estas piezas forman parte de su colección personal de especies raras. Pero fue la labor de la botánica española Elena Paunero Ruiz, su pariente lejana, la obra de Charles Darwin, Alfred Russell Wallace y los libros y la serie televisiva de Carl Sagan, lo que lo motivaron a estudiar ciencias.
Su profundo Helenismo se remonta a sus lecturas homéricas durante su adolescencia, así como las de la filosofía estoica y epicúrea.

### Sus años universitarios
Habiendo obtenido el título como técnico paramédico, realizó la licenciatura en biología en la Universidad Veracruzana, donde destacó como "Great Speaker" (lo llamaron "el biólogo poeta") y durante algún tiempo se dedicó al activismo en el área de la ecología, tras fundar una asociación civil, denominada "Arco Iris", dedicada al rescate de las islas de selva mediana de la Huasteca Norveracruzana. Tiene una gran afición por la orquideología, interés que se ve reflejado en su trabajo de tesis de licenciatura en etnobotánica y en su novela erótica, Labellum, cuyo título es una alusión al tercer pétalo de las orquídeas, el "labio" o "labelo".

## Obra
Paunero recibió el apoyo importante de la escritora catalana Blanca Martínez Fernández (Blanca Mart), que impulsó su obra al principio. Su primera novela “Labellum”, publicada con el seudónimo Pé de J. Pauner, está constituida por una serie de capítulos breves, con la forma de viñetas que imitan por momentos a un guion de cine, que retratan la vida de un grupo de genios adolescentes, neo góticos, que se entregan a juegos parafílicos extremos.

"Pé de J. Pauner utiliza un estilo elegante, rico, impregnado de fuerza, de ágil naturalidad. Su prosa envuelve al lector, le empuja en un camino de flashes, de visiones, de delectación de la palabra que se dibuja en una orgía aural de cámaras y objetivos y luces, mientras juega con el surrealismo y la lírica. Pauner nos regala, como colofón, la evocadora ingenuidad del ser humano en su búsqueda palpitante, imposible, "la nada" y el desencanto visceral de nuestra controvertida esencia. "
Blanca Martínez Fernández, Ediciones Ermitaño, 2009

Su narrativa se destaca por una prosa claramente descriptiva y de alta fisicidad, inmersa en una atmósfera sinestésica.

"Con imágenes claras y descripción delirante, Pé de J. Pauner nos muestra un universo avasallador, profundamente intenso. La mezcla de magia y realidad, fantasía, ficción, dolor y desesperación, son las constantes de un cuento que destila humores, olores, pesadumbre y a la vez mantiene tal pulso narrativo que juega con el lector para acordonarlo a su propia y vibrante narrativa. "
Susana Arroyo-Furphy, sobre el cuento "Una muerte en casa", 2009

Al mismo tiempo acusa una marcada influencia del cine y del arte cinematográfico.

" Su trabajo ensayístico y narrativo tiene una marcada influencia del cine como género; en el ensayo, es el leitmotiv; en su narrativa, es la forma".
 Jesús Vicente García, Entrevista a Pé de J. Pauner", 2014

Su obra “Señor de las máscaras”, que es una incursión pionera en el subgénero Weird Western y Steampunk en México, trata sobre la desaparición del periodista americano Ambrose Bierce, en el que se conjugan el Terror y la Ciencia ficción, personajes de las novelas de Julio Verne, dioses griegos y alusiones a la literatura de Edgar Allan Poe y otros autores, en el marco de la Revolución mexicana.

"Si de sorpresas se trata, la novela Señor de las máscaras cumple de sobra: es como licuar a Piporro, Poe, Castaneda, Jis, Trino y tomarse la bebida con cara de seriedad. "
Ricardo Guzmán Wolffer, Milenio, 8 de agosto de 2018

"El lenguaje claro y conciso del narrador y las metáforas que utiliza, parecen imágenes de cine, secuencias narradas con eficaces frases y preguntas que, junto a nuestras propias preguntas ⎯¿Qué fue Ambroise Bierce a buscar a México? ¿Cómo murió? Quién es el señor de las máscaras…?⎯, llama a la reflexión. La calidad literaria con la que este libro ha sido escrito, no solo consigue tensar las palabras, sino extremar su dureza en algunas partes y su belleza en otras, haciendo de “Señor de las máscaras” una lectura muy recomendable."
Juan Saravia, Siglo XXI, 17 de julio de 2018

"Hay ingenio y capacidad de inventar a la Revolución mexicana muy de otro modo. Ahora que existen tan pocas certezas editoriales con autores al encuentro del grial comercial, es bueno mirar atrás de nuestra historia con perspectiva futurista. (...) este libro, raro entre los más raros sobre la Revolución mexicana."
Braulio Peralta, Milenio, 26 de noviembre de 2018

"Señor de las máscaras es una novela fresca que sorprende por los cambios temáticos y que logra modernizar en lo ficticio ese conflicto armado que suele mirarse como monolítico. Un libro que divierte sin importar las clasificaciones, si el lector está dispuesto a ser sorprendido reiteradamente. Un exitoso inicio para el Mexican Weird Western."
Ricardo Guzmán Wolffer, La Jornada Semanal, 2 de diciembre de 2018

Paunero ha colaborado en diferentes revistas virtuales como en la revista argentina en línea Revista Axxón dedicada a la ciencia ficción, la fantasía y el terror, la Revista Ojos.Com, de origen colombiano, dedicada al arte del erotismo y sus manifestaciones o la Revista Horizontum Archivado el 14 de noviembre de 2018 en Wayback Machine.. Su obra completa en los géneros del terror, la ciencia ficción y la fantasía, se encuentra registrada en el sitio web La Tercera Fundación, red española dedicada a la fantasía, la ciencia ficción, el terror y el género policíaco. Algunos de sus cuentos han sido traducidos al catalán y dos de sus minificciones al francés.Aparece inscrito en la Enciclopedia de la literatura en México y en el Catálogo bibliográfico del Instituto Nacional de Bellas Artes

### Crítica de cine
Comenzó escribiendo crítica de cine en la Revista Digital de la UNAM
 y en la revista Cine Toma. Actualmente colabora con el portal CorreCamara.com.mx/, de México,  Escribiendocine, de Argentina, Noticine y Filmaffinity, de España y Rotten Tomatoes, de los Estados Unidos. Sus ensayos y críticas cinematográficas han sido citadas en textos de otros autores. Es miembro de la asociación internacional Periodistas Iberoamericanos de Cine (PIC), que reúne informadores, promotores y críticos de cine de España, Portugal y América Latina; y ha impartido cursos, talleres y diplomados de cine, a través de la Universidad de Londres 
y otros espacios académicos  y especializados. En septiembre de 2022 fue elegido, al lado de otros destacados periodistas de cine, socios de PIC, como parte de la prensa extranjera que fungió como jurado en la 80 entrega de los Golden Globe Awards en Hollywood, siendo elegido por segunda ocasión en 2023, para la entrega número 81 del mismo premio y en 2024 para la número 82 . Paunero ha colaborado con las productoras Power House, de Gran Bretaña, y Vinegar Syndrome, de los Estados Unidos, como historiador de cine, analizando desde el punto de vista cinematográfico e histórico varias películas mexicanas lanzadas en video a nivel internacional. Lanzamiento de 38 Especial por Vinegar Syndrome.

### Novela
- Labellum. Ediciones del Ermitaño. Colección Minimalia Erótica. México. 2009. ISBN 978-607-7640-02-8
- El paisaje desde el parapeto. Alfa Eridiani (Noveleta, Ebook). España. 2014.
- Señor de las máscaras. Camelot América. México. 2018. ISBN 978-849-4777-56-1
- Una cierta hecatombe. Camelot América. México. 2019. ISBN 978-84-120161-7-8
- Domingo de Resurrección. Camelot América. España. 2022. ISBN 978-84-949149-11
- Marea Nocturna. Ophellas Editorial (Noveleta, Ebook). México. 2022.  ASIN: B0BK5T3NZV

### Cuento

#### (En antologías)
- "Un paseo por la abstracción biomórfica". Voltant per Catalunya i Mexic (L´art a la motxilla: Diáleg entre cultures V). Orfeó Catalá de Méxic. 2008.
- "Encadenados". Todas las manos. Comité provincial UNEAC. Holguín, Cuba, 2009
- "Preludio ígneo". Fuego. Asociación de escritores Titant lo Blanc México. Orfeó catalá de Méxic. 2010.
- "Advenimiento oscuro". Las historias más bizarras de antes del fin del mundo. Clarimonda Drunk Ediciones. México, 2011.
- "Tierra de nadie". Cuentos de Barrio. Compilación de Blanca Mart. Lectorum. México, 2011. ISBN 978-607-457-223-0
- "Era una noche de furiosa anatomía".Antología Cyberpunk Mexicano. Clarimonda Drunk Ediciones, México, 2012.
- "Momentum 2:2". Dos puntos editorial. Coatzacoalcos, Veracruz, México, 2012 .
- "King Kong". Manifiesto 2.ª. parte Editorial Poesía Dos Puntos. 2013.
- "La impronta". Tiempos Oscuros n.º 3. España. 2014.
- "El azotador". Tras la huella de Sade. Paco Rallo, editor. Zaragoza, España. 2015.
- "La guerra de los tomates: o cómo ganó la guerra mi General Villa sin disparar un solo tiro". Futuros por cruzar: Cuentos de ciencia ficción de la frontera México-Estados Unidos (New Borders / Nuevas Fronteras n.º 2) (Spanish Edition). Compilación de Gabriel Trujillo. Editorial Artificios. 2015. ISBN 978-607-953-053-2
- "La impronta". Teknochtitlán. 30 visiones de la ciencia ficción mexicana. Compilación de Federico Schaffler. Instituto Tamaulipeco para la Cultura y las Artes. México. 2016. ISBN 978-607-822-280-3
- "La búsqueda de ausencia". 1818:Aventura: Antología de Ciencia ficción Hispano Mexicana. Antología de Mario Martínez Arrabal, Blanca Mart y Tony Jim. España. 2018.
- "Fiebre". Pasadizo a lo extraño: Antología New Weird Iberoamericana. (Spanish Edition). Exégesis. Argentina. 2019 ASIN: B07W5GZJMJ
- "Fiebre". Metahumano n.º 3. Revista de Ciencia ficción, terror y fantasía.
- "Los convidados de Babel" en coautoría con Luis G. Abbadie.Mandrágora Ediciones. Guadalajara, Jalisco. Septiembre de 2023.

#### (En revistas Virtuales)
- “El hombre equivocado”. Revista Axxón Ciencia Ficción de bits. Abril 2012.
- “El otro mesías”. Revista Axxón Ciencia Ficción de bits. Junio 2012.
- “El umbral en la playa”. Revista Axxón Ciencia Ficción de bits. Julio 2012.
- “Noches de Bantian”. Revista Axxón Ciencia Ficción de bits. Septiembre 2012
- “Ahí fuera”. Revista Axxón Ciencia Ficción de bits. Noviembre 2012.
- “La búsqueda de ausencia”. Revista Axxón Ciencia Ficción de bits.Noviembre 2012.
- “Despojos”. Revista Axxón Ciencia Ficción de bits. Diciembre 2012.
- “Así permanece hermosa Lisa Marie (Anticuada canción para sonámbulos)”. Revista Axxón Ciencia Ficción de bits. Febrero 2013.
- "Lo que puedo ver por la ventana". Letralia tierra de letras. Noviembre 2015.
- "Cuatro para la muerte". Colabora Jus Revista Digital. Julio 2015.
- “Línea de sangre”. Revista Axxón Ciencia Ficción de bits. Enero 2016.
- “Receta para una dieta”. Revista Axxón Ciencia Ficción de bits. Abril 2016
- “Fiebre (Una historia de amor ‘Body Horror’)”. Revista Axxón Ciencia Ficción de bits. Abril de 2016.
- "Terciopelo púbico". Revista Clarimonda Cultura contra Cultura. 2016
- "La búsqueda en el ombligo". Revista Horizontum.[29] México. Noviembre 2017.
- "El diablillo en la cerradura". Revista Horizontum.[30] agosto de 2017.

### Cómic
- "Creepy Brothers" (Guion, en colaboración con el artista visual español Javi Pauner), México-España, 2015

## Ensayos y críticas de cine
- "Las cinco grandes utopías del Siglo XX". Alfa Eridiani 15. Tercera época. Año 2011.
- “Disecciones sobre el ojo”. Cine Toma 24. Vanguardias y rupturas, septiembre-octubre de 2012. “Muerte, erotismo y transfiguración. La justicia ausente en el asesinato del poeta Pasolini”. Cine Toma 27. Marzo-abril, 2013. ISSN 977-200-7330-50-3
- “El erotismo solar y la risa poética. Michel Simon y la risa sagrada”. Cine Toma 31. La fuerza cómica. La Catarsis de la risa y las carcajadas, noviembre-diciembre de 2013. ISSN 977-200-7330-50-3
- “Si yo fuera joven sería director de cine. Sensaciones y percepciones desde la butaca”. Cine Toma 33. Encomio del espectador: Demografías y relatos desde la butaca. Marzo-abril, 2014. ISSN 9 772007 330503
- ”¿Qué llenará el vacío de las ficheras? Bellas de noche o el advenimiento del Soft porno mexicano” Cine Toma 36. Un inconfundible sabor local: Los géneros mexicanísimos del cine nacional, septiembre-octubre de 2014. ISSN 977-200-7330-50-3
- ”Un disfrute estético de luces y sombras. Los condenados de Roberto Gavaldón”. Cine Toma 37. Un peculiar sello propio, Rasgos autorales en la cinematografía nacional, noviembre-diciembre de 2014. ISSN 977-200-7330-50-3
- “La estética del Gran Guiñol". Dos amantes furtivos. Cine y teatro mexicanos. Coordinación de Hugo Lara Chávez. Paralelo 21. México. 2015. ISBN 978-607-7891-23-9[31]
- ”Las múltiples formas de Eros. Bernardo Bertolucci. Homenaje Internacional del XXX FICG”. Cine Toma 39. Remembranzas, lecturas y reflexiones en torno a la historia del FICG. Marzo-abril, 2015. ISSN 977-200-7330-50-3
- ”Barato, comercial, tremendista y de denuncia social. Las distintas edades del poco visible subgénero del Sexploitation”. Cine Toma 40. Lejos del lujo y el dispendio. Relatos desde filmaciones de bajo presupuesto. Mayo-junio, 2015. ISSN 977-200-7330-50-3
- ”La naturaleza heteroflexible y pansexual de Querelle. La degradación de las relaciones humanas en Genet y Fassbinder”. Cine Toma 41. Intensa Tonalidad Germana. Orígenes, historia y actualidades de la Semana de Cine Alemán en México. Julio-agosto, 2015. ISSN 977-200-7330-50-3
- “Acentuar la realidad y exagerar la irrealidad. Un vistazo a los efectos especiales fílmicos primigenios”. Cine Toma 42. Imitación y prestidigitación. Los efectos especiales y otros malabares audiovisuales. Septiembre-octubre, 2015. ISSN 977-200-7330-50-3
- “Una estética Windows e internáutica. Peter Greenaway, un cineasta en la arena multimedia”. Cine Toma 44. Eros y tánatos en México. El arribo de Eisenstein y, décadas más tarde, el de Greenaway. Enero-febrero, 2016. ISSN 977-200-7330-50-3
- ”Dedicado exclusivamente al crimen. La estética del Gran Guiñol”. Cine Toma 48. Monstruos, criaturas y otros engendros. Septiembre-octubre, 2016. ISSN 977-200-7330-50-3
- “Chano Urueta y el cine mexicano de terror de los años 50”. El ojo que piensa n.º 16. Frankencine o la estética de la abyección, enero-junio de 2018. ISSN 977-200-7330-50-3
- “La Súperanormalidad: Cine, aceptación y cotidianidad alterada. Año Covid: Notas sobre el cine y la cultura durante la pandemia 2020. Coedición Correcamara y Alfhaville Cinemas”Año Covid: Notas sobre el cine y la cultura durante la pandemia 2020
- "Disertaciones Psicoanalíticas sobre Cine y Violencia". Universidad de Londres. Editorial Hayal gücü. 2023. ISBN 978-607-59553-4-6

## Premios y reconocimientos
- Mención Honorífica en el XIII Premio Nacional de Cuento Cármen Báez. Morelia, Michoacán. Año 2006.
- IX Premi de Narrativa Breu Tirant lo Blanc. Orfeó Catalá de Méxic. 2009.
- XI Premi de Narrativa Breu Tirant lo Blanc. Orfeó Catalá de Méxic. 2011.
- 1.er Premio Miguel Barnet a la Crónica y Entrevista Testimonial. Facultad de letras españolas. Universidad Veracruzana. 2014.
- Nominado al Premio Ignotus 2015 para mejor cuento extranjero.